# Edmund FitzAlan, IX conte di Arundel
Edmund FitzAlan (Wiltshire, 1º maggio 1285 – Hereford, 17 novembre 1326) è stato un nobile inglese, che si scontrò con contro Ruggero Mortimer, I conte di March.

## La famiglia, il matrimonio ed i figli
Edmund nacque nel maggio del 1285 da Richard FitzAlan, VIII conte di Arundel (3 febbraio 1266 o 1267 - 9 marzo 1301 o 1302) e da Alice di Saluzzo. Rimase orfano di madre nel 1295 e nello stesso anno il padre scelse di schierarsi contro le decisioni politiche del re contraendo una serie di debiti importanti, così che parte delle sue terre vennero confiscate. Nel 1302, all'età di diciassette anni, rimase orfano anche di padre e venne affidato quindi alla custodia di Giovanni de Warenne, VI conte di Surrey. Quest'ultimo era rimasto senza figli viventi ed era imparentato con gli Arundel attraverso il matrimonio del nipote Henry de Percy, I barone Percy con la sorellastra di Edmund, Eleonora. De Warenne pensò di far sposare ad Edmund sua nipote Alice de Warenne, questi all'inizio rifiutò, ma poi dovette cambiare idea visto che i due si sposarono nel 1305.
Insieme Edmund ed Alice ebbero:
- Richard FitzAlan, X conte di Arundel (1306 circa - 24 gennaio 1376). Si sposò in prime nozze con Isabella Despenser, ottenuto l'annullamento da Papa Clemente VII si risposò con Eleonora di Lancaster (settembre 1318 - 11 gennaio 1372), figlia di Enrico Plantageneto
- Edward FitzAlan (1308 - 1398)
- Alice FitzAlan (1310-?) si sposò con John de Bohun, V conte di Hereford
- Joan FitzAlan (1312-?)
- John FitzAlan (1315-?)
- Catherine FitzAlan (?-1376)
- Elizabeth FitzAlan (1320 - 1389)
- Eleanor FitzAlan

## Contro Edoardo II e Gaveston
Nel 1306 quando compì i ventun'anni Edmund entrò in possesso dei titoli e dei terreni paterni; il 22 maggio 1306 fu insignito del titolo di cavaliere da Edoardo I d'Inghilterra insieme al futuro re Edoardo II. L'investitura venne fatta in vista dell'imminente campagna contro la Scozia: Edmund andò al fronte e quando tornò venne riccamente ricompensato. Una buona parte dei debiti paterni venne condonata ed il re gli fece diversi altri doni e condoni, un flusso di benefici che continuò anche con l'ascesa al trono di Edoardo II d'Inghilterra che richiese ad Emund la centena di Arundel che era stata confiscata al padre. Edoardo dispose anche che fosse ripristinato agli Arundel il titolo di "pincerna" un compito onorifico che si accompagnava al contado.
La pace del primo periodo del regno di Edoardo finì presto, la smaccata preferenza del sovrano per il suo favorito Pietro Gaveston attirò le ire di nobili e uomini di chiesa, richiamato dall'esilio in cui lo aveva confinato Edoardo I d'Inghilterra, Gaveston aveva accumulato privilegi che mal si conciliavano con la sua ambizione, ed il più alto di tutti era stato il titolo di conte di Cornovaglia. I nobili capeggiati da Enrico de Lacy, Conte di Lincoln insorsero costringendo, nel 1308, il re ad esiliare di nuovo il suo favorito.
Edmund all'inizio appoggiò i baroni tanto che non andò alla convocazione parlamentare del luglio 1309 dove si doveva negoziare il ritorno di Gaveston. Una volta rientrato in patria l'arroganza di Gaveston non accennò a diminuire e l'acrimonia dei nobili crebbe di pari passo, a questo si aggiungeva il fallimento della debole campagna scozzese condotta dal re che di certo non reggeva il confronto con quelle del padre. Nel 1310 Edoardo fu più o meno costretto ad accettare la nomina di ventuno Lord Ordainers che dovevano di fatto sovrintendere al governo del paese; Edmund fu uno degli otto conti fra i ventuno Signori nominati.
Nel 1311 Gaveston fu esiliato per la terza volta, quando rientrò nel 1312 era di fatto un fuorilegge ed Edmund fu uno dei tanti nobili che giurò di dargli la caccia fino alla fine. Il capo degli oppositori era Tommaso Plantageneto e lui e gli altri assediarono il re e Gaveston nel castello di Scarborough fino a che non si arresero nella primavera del 1312, poco dopo, il 19 giugno Gaveston venne giustiziato.
La pace che ritornò dopo la morte del favorito fu solo apparente, uno dei nobili, Henry de Percy, I barone Percy venne catturato dal re e dovette poi liberarlo dietro la pressione dei nobili, quando poi Edoardo indisse un'altra campagna in Scozia molti nobili rifiutarono di partire ed Edmund fu uno di coloro che rimasero a guardare l'esercito regio mentre veniva distrutto nella Battaglia di Bannockburn del 1314.

## Nelle grazie del re e l'alleanza con i Despenser
Più o meno in quel periodo però Edmund cambiò parere e fece pace con il sovrano, il 2 novembre del 1313 Edoard aveva perdonato tutti i debiti di famiglia e questo aveva dato il via al processo di riappacificazione. La forza maggiore però che spinse in quella direzione fu però l'alleanza fra il conte di Arundel e Ugo Despenser il giovane, che, insieme al padre, era il nuovo favorito del re e che divenne non meno ambizioso di quanto non fosse stato Gaveston. Questo con il tempo portò di nuovo i nobili sul piede di guerra, ma Edmund era in una posizione differente, avendo fidanzato, nel 1314-1315 il figlio maggiore Richard con la figlia di Despenser, l'uno di nove anni circa e l'altra di appena due o tre. Ora che era di nuovo dalla parte del re i privilegi erano di nuovo disponibili, nel 1317 fu nominato Guardiano delle Marche Scozzesi e nell'agosto del 1318 fu uno dei negoziatori del Trattato di Leake che riconciliò temporaneamente il re con Tommaso Plantageneto.
Con il tempo si palesò per Edmund l'insorgere di qualche conflitto di interessi, il crescere del potere e dell'ambizione dei Despenser portò i nobili a chiederne l'esilio, Edoardo stava fronteggiando, nell'agosto del 1321 una ribellione nel Galles e non ebbe altra scelta che acconsentire. Chiamato a votare insieme agli altri nobili Edmund votò per il sì, ma quando poi si trattò di supportare o meno il loro rientro acconsentì di nuovo, giustificando la propria incoerenza come un atto di impulsività il voto agostano. La sua posizione di lealtà al re gli costò un assedio al castello di Clun da parte di Ruggero Mortimer, I conte di March e da quel momento Edmund si schierò contro i Mortimer. La ribellione nobiliare questa volta collassò, il Plantageneto venne sconfitto nella battaglia di Boroughbridge insieme ai suoi sostenitori e venne quindi catturato e giustiziato il 22 marzo 1322.
A seguito della vittoria Ugo Despenser il giovane si arricchì attingendo alle ricchezze confiscate ai ribelli e suo padre venne creato conte di Winchester nel maggio del 1322. Ruggero Mortimer, I conte di March venne catturato e rinchiuso nella Torre di Londra ed Edmund ricevette la Signoria di Chirk che era stata confiscata a Mortimer, ricevette inoltre l'incarico di Gran giustiziere del Galles settentrionale e meridionale nel 1323 e nel 1325 fu nominato Guardiano delle Marche gallesi. Per consolidare la propria nuova posizione fece sposare due delle figlie con gli eredi dei deceduti conti di Warwick ed Hereford che erano stati alleati del Plantageneto.

## La fedeltà che costò la vita
Nel 1323 Ruggero Mortimer, I conte di March scappò dalla Torre di Londra e fuggì in Francia, nel 1325 la regina Isabella di Francia andò a Parigi con l'incarico ufficiale di negoziare un trattato fra i due paesi. Qui la regina studiò con Mortimer, che era il suo amante, un piano per invadere l'Inghilterra ed insediare sul trono il giovane Edoardo III d'Inghilterra che aveva saggiamente portato con sé. Il 24 settembre 1326 Mortimer, la regina ed un esercito sbarcarono sulle coste inglesi, il risentimento verso il regime dei Despenser fece sì che solo pochi si alzassero in aiuto del re nuovamente assediato. Edmund all'inizio fuggì dalle truppe che avanzavano, ma il re presto lo mandò nello Shropshire perché radunasse degli uomini. A Shrewsbury Edmund venne catturato dal suo antico nemico John Charlton di Powys che lo portò ad Hereford al cospetto di Isabella, qui il 17 novembre, solo un giorno dopo la cattura del re, Edoardo venne ucciso, presumibilmente sotto istigazione di Mortimer. Secondo le cronache venne ordinato l'uso di una spada poco affilata e furono necessari 22 colpi per spiccargli la testa dal corpo.

## Dopo la morte
Inizialmente il suo corpo venne sepolto presso il monastero francescano di Hereford, ma era noto che Edmund desiderasse essere sepolto con i suoi famigliari nell'abbazia di Haughmond, nello Shropshire e fu lì che alla fine trovò la pace.
Benché non sia mai stato canonizzato un certo culto popolare fiorì attorno alla sua figura a partire dall'ultimo decennio del XIV secolo, forse per l'associazione con Edmondo dell'Anglia orientale, il suo culto può aver ispirato quello per Riccardo FitzAlan, XI conte di Arundel, giustiziato da Riccardo II d'Inghilterra nel 1397.